# Песни и стихотворения от С. Стамболова
„Песни и стихотворения от С. Стамболова“ е стихосбирка от Стефан Стамболов, издадена през 1877 година в Букурещ. Заглавието на книжката повтаря издадената по-рано книжка в съавторство с Христо Ботев „Песни и стихотворения от Ботьова и Стамболова“.
Авторът е повлиян от Ботевите интонации. Долавят се отгласи от стиховете и на други съвременници на Стамболов – например Чинтулов, Каравелов, Вазов. Част от творбите, включени в стихосбирката са „Возвание“, „Марш“, „Български марш“, „На моите другари“ и други.